# Prullenbak

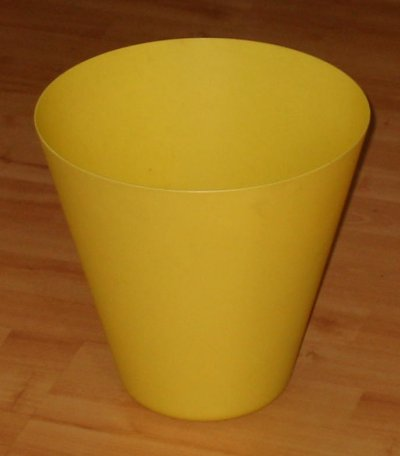
Prullenbak van kunststof uit ongeveer 1996

Dit symbool geeft aan afval op de juiste manier weg te gooien

Een prullenbak (ook prullenmand) is een bak of mand waarin men kleine zaken die niet meer nodig zijn weggooit.
Het woord wordt ook wel overdrachtelijk gebruikt: dat idee kan in de prullenbak. Deze prullenbak wordt dan ook wel ironisch het vierkante of ronde archief genoemd.

## Pretparken
De pratende prullenbakken van de Efteling zijn erg bekend. Deze hebben de vorm van Holle Bolle Gijs en roepen continu: "papier hier… papier hier" en antwoorden met "dank u wel" als er iets in wordt geworpen.
In Walibi Holland is een rijdende prullenbak te vinden, die op afstand wordt bestuurd. Deze is op zomerdagen bij de pratende fontein te vinden.

## Computer
Op een computer vindt men op de meeste besturingssystemen een virtuele prullenbak, waarin verwijderde bestanden zijn terug te vinden. Pas als deze prullenbak wordt geleegd, worden de bestanden definitief verwijderd.
Fysiek staan de gegevens nog steeds op het opslaggeheugen, maar deze zijn aangemerkt als vrije ruimte. Deze gegevens verdwijnen nadat er andere gegevens worden geschreven in dezelfde ruimte. Het is soms echter mogelijk zijn om met software van derden bestanden die uit de prullenbak verwijderd zijn alsnog terug te halen.